# Blažek (priimek)
Blažek je priimek več znanih ljudi:
- Jaromír Blažek (*1972), češki nogometaš
- Vekoslav Blažek (1889—1957), slovenski ljudski pesnik
- Vladimir Blažek, lektor češkega jezika